# Relaciones Etiopía-Serbia
Las relaciones entre Etiopía y Serbia son las relaciones bilaterales entre Etiopía y Serbia. Desde la época de la ex Yugoslavia, las relaciones entre las dos naciones han sido cálidas. Tanto Etiopía como Serbia son naciones mayoritariamente cristianas orientales. Etiopía es uno de los defensores más fuertes de Serbia en África en lo que respecta a su posición sobre el reconocimiento de Kosovo.

## Historia

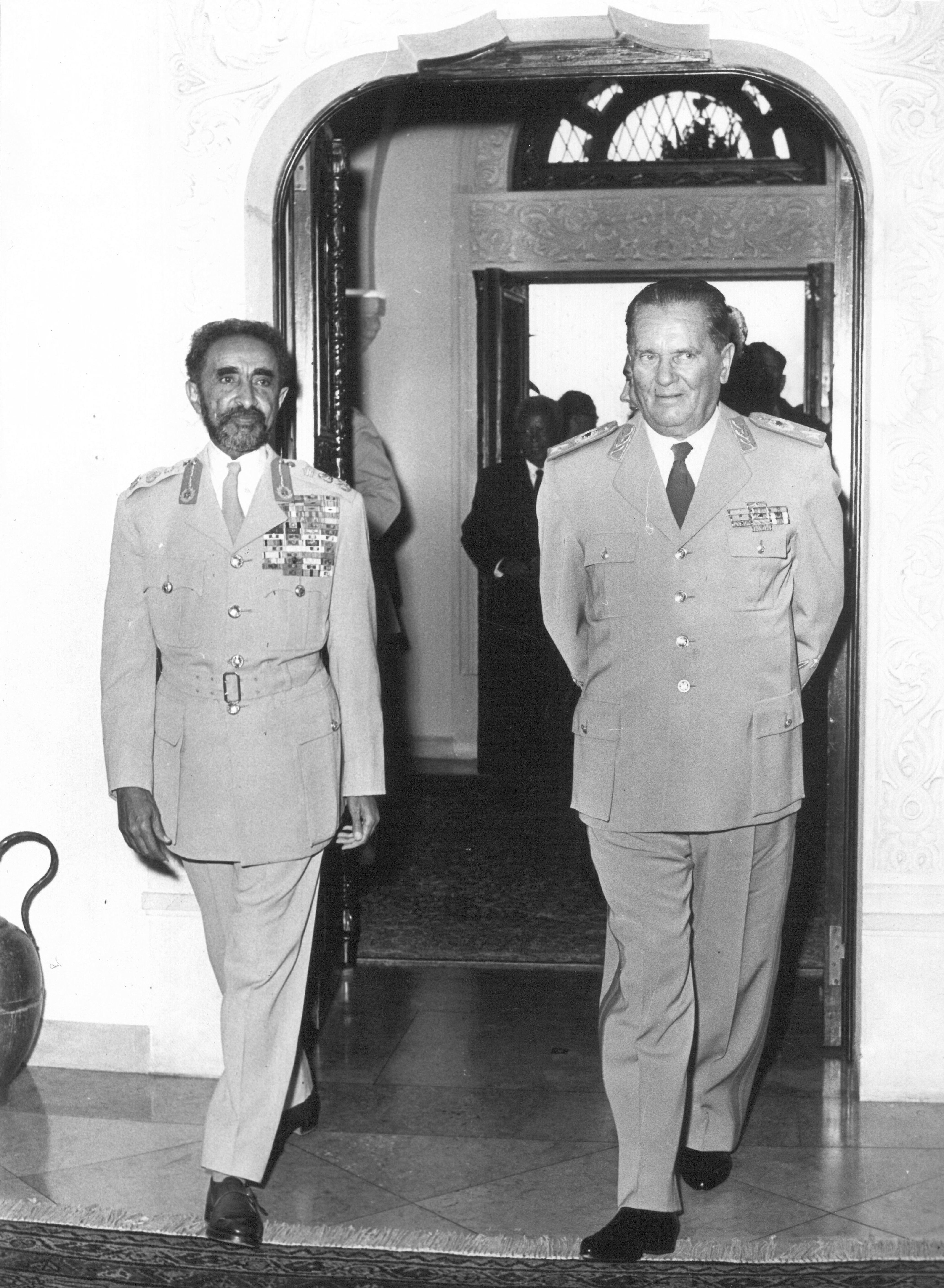
El Mariscal Tito con Haile Selassie en Belgrado.

El antiguo estado de Yugoslavia mantuvo relaciones diplomáticas con Etiopía y compartió la membresía del bloque del Movimiento de los Países No Alineados. Josip Broz Tito le otorgó a Haile Selassie I el título de ciudadano honorario de la ciudad de Belgrado. El primer buque de la Armada de Etiopía fue un regalo de Yugoslavia, y como señal de agradecimiento, el Mariscal Tito recibió una villa en Addis Abeba, que ahora es la Embajada de Serbia.
En 1956 y 1971, el Mariscal Tito visitó Etiopía y en 1961 y 1963 Haile Selassie visitó Yugoslavia. En 1971 los líderes de ambas naciones asistieron a la Celebración de los 2500 años del Imperio Persa.

## Relaciones contemporáneas
El 27 de enero de 2012, después de viajar a Addis Abeba para reafirmar la posición de Etiopía sobre Kosovo con respecto a Serbia, Vuk Jeremic y Haile Mariam firmaron un memorando de entendimiento entre los ministerios de relaciones exteriores de ambas naciones.

## Comercio
En marzo de 2011, como resultado de una reunión entre el fabricante serbio de tractores, Industrija Motora Rakovica, anunció que comenzaría a exportar marcos y motores de tractores a Etiopía para su montaje. El primero de los tractores parcialmente ensamblados de Rakovica llegó a Etiopía en mayo de 2011.
- Datos: Q5403680